# Monopoly Go!
Monopoly Go! (stilizzato come MONOPOLY GO!) è un videogioco strategico per dispositivi mobili uscito nel 2023, sviluppato e pubblicato da Scopely in collaborazione con Hasbro. Il titolo, basato sul famoso gioco da tavolo Monopoly, è disponibile per dispositivi iOS, iPadOS e Android.

## Modalità di gioco
Monopoly Go! è un gioco per dispositivi mobili che mescola elementi del classico Monopoly con alcune meccaniche leggere, volte a rendere l'esperienza adatta ad un vasto pubblico. Include anche stimoli simili a quelli di un casinò virtuale e dark pattern invadenti.

## Accoglienza
La critica si è espressa su vari aspetti di Monopoly Go!. Rachel Mogan di Android Central ha elogiato la grafica accattivante, il gameplay fluido e l’alta qualità del suono. Tuttavia il problema che affligge il gioco è insito nella sua natura. Infatti, come per molti altri giochi per dispositivi mobili, anche Monopoly, Go! ha come solo obiettivo il creare più utile possibile. CJ Andriessen su Destructoid ha criticato il gioco per la presenza di pubblicità invadenti nel gioco.

### Ricavi
Monopoly Go! è diventato il più grande gioco mobile lanciato nel 2023, generando entrate per 1 miliardo di dollari secondo Scoperly, che ha successivamente affermato come Monopoly Go! generi guadagni per più di 200 milioni di dollari mensili all'azienda. Nel marzo del 2024, Scoperly ha annunciato il superamento dei 2 miliardi di dollari di ricavi.